# Велики Антили
21° 59′ N 79° 02′ W / 21.983° С; 79.033° З
Велики Антили су група острва између Мексичког залива, Карипског мора и Атлантског океана. То су острва Куба, Јамајка, Хаити, Порторико и суседна мања острва. Острва источно од Порторика су много мања и припадају групи острва Мали Антили. Северно од Кубе се налази архипелаг Бахами. 
Острва Велики Антили су део америчког континенталног бедема. Највиши врх Великих Антила је Пик Дуарте (3087 m) на Хаитију. 
На Великим Антилима живи око 35 милиона становника. Шпански језик је доминантан на већини острва. На Јамајци се говори енглески језик, а француски се користи на западном делу острва Хаити.

## Историја
Реч Антили настала је у периоду пре европског освајања Новог света. Европљани су користили термин Антилија као једно од мистериозних земаља приказаних на средњовековним картама, понекад као архипелаг, понекад као непрекинуто земљиште већег или мањег обима, а његова локација варира на средини океана између Канарских острва и Евроазије. Први европски контакт са Великим Антилима дошао је са првог путовања Кристифора Колумба у Америку, док је пловио на југ са Бахама, истражујући североисточну обалу Кубе и северну обалу Хиспањоле. Шпанци су почели да стварају стална насеља на Куби и Хиспањоли. Атлантска трговина робљем довела је многе Африканце на острва. Француска је почела да врши утицај на Хаите од 1625. године, поделивши Хиспањолу на две половине. Британци су извршили инвазију на суседну Јамајку, поразивши шпанске колонисте.
Почетком 16. века Шпанци су почели да колонизују острво Порторико. Упркос Законима Бургоса из 1512. године и другим уредбама које штите домородачко становништво, неки Таино Индијанци били су приморани на енкомиендски систем присилног рада у раним годинама колонизације.
Хаићанска револуција је била прва и једина успешна побуна самоослобођених робова против ропства и антиколонијална побуна; успоставила је независну нацију Хаити, прву на Великим Антилима, Карибима и Латинској Америци у целини. Следећа нација која је постигла независност, Доминиканска Република, такође је била на Хиспањоли, прогласивши независност од Шпаније 1821. Убрзо ју је апсорбовао Хаити у оквиру уједињења Хиспањоле.
Доминиканска Република је повратила независност 1844. након Доминиканског рата за независност. Остатак Великих Антила је остао под колонијалном влашћу још сто година. Заједно са Филипинима у Азији, Шпанија је пренела посед Кубе и Порторика на Сједињене Државе као резултат њеног пораза у Шпанско-америчком рату 1898. године, који се поклопио са Кубанским ратом за независност. Ово је био коначни губитак територијалних поседа Шпаније у Америци. Америчка војна власт над острвом трајала је до 1902. године, када је Куба добила формалну независност.
Године 1917, Конгрес САД је усвојио Џонс-Шафротов закон (популарно познат као Џонсов акт), дајући америчко држављанство Порториканцима рођеним 25. априла 1898. године или касније. Године 1947, Конгрес САД је усвојио Закон о изборном гувернеру, који је потписао председник Труман, дозвољавајући Порториканцима да гласају за свог гувернера. Кубанска револуција 1959. године успоставила је Кубу као једину социјалистичку државу на Великим Антилима. Јамајка је добила независност од Уједињеног Краљевства у августу 1962. поставши последња тренутно независна држава на Великим Антилима која је постигла независност.

## Географија
Велики Антили се састоје од четири велика острва и бројних мањих острва. Острво Куба је највеће острво на Великим Антилима, у Латинској Америци и на Карибима. Следи Хиспањола. Геолошки, Девичанска острва су такође део Великих Антила, иако се политички сматрају делом Малих Антила. Са површином од 207.411 km2 (80.082 sq mi), не рачунајући Девичанска острва, Велики Антили чине скоро 90% копнене масе целе Западне Индије, као и преко 90% њеног становништва. Остатак земље припада архипелагу Малих Антила, који су ланац острва на истоку, који се протеже у правцу север-југ и обухвата источни руб Карипског мора где се сусреће са Атлантским океаном, и на југу иде у правцу исток-запад од северне обале Јужне Америке.
Лукајански архипелаг се не сматра делом архипелага Антила, већ северног Атлантика

## Демографија
Велики Антили се сматрају делом Латинске Америке. Са популацијом од 38 милиона, чине 6% укупне популације Латинске Америке. Главни град Доминиканске Републике, Санто Доминго, са популацијом од преко 2 милиона, највећи је град на Великим Антилима. Остали велики градови укључују Хавану, Порт о Пренс и Сан Хуан. Квалитет живота на Великим Антилима је сличан међу Кубом, Доминиканском Републиком и Јамајком, чији индекс људског развоја их категорише као „висок људски развој“. Куба, независна нација са највишим HDI, ипак се налази испод Порторика и Кајманских острва, од којих су оба категорисана као „веома висока”. Изузетак је Хаити, који има најнижи индекс људског развоја на Великим Антилима и у целој Америци од 0,498, што се категорише као „низак људски развој“.

## Језици
Језици који се говоре на Великим Антилима су углавном колонијални језици, уз нешто креолског утицаја. Шпански је главни језик на Куби, Доминиканској Републици и Порторику. Хаити има креолски језик, хаићански креолски, као један од својих званичних језика, поред француског. Енглески је главни језик на Јамајци и Кајманским острвима, мада је и службени језик Порторика, где се говори као други језик. На Јамајци се говори креолски језик, али није званично признат.

## Политичка подела
| Name                   | Површна (km²) | Популација (2017) | Густина становништва (по km²) | Престоница    | Званични језик              |
| ---------------------- | ------------- | ----------------- | ----------------------------- | ------------- | --------------------------- |
| Кајманска Острва (УК)  | 264           | 58.441            | 207,9                         | Џорџтаун      | Енглески                    |
| Cuba                   | 110.860       | 11.147.407        | 102,4                         | Хавана        | Шпански                     |
| Доминиканска Република | 48.442        | 10.734.247        | 183,7                         | Санто Доминго | Шпански                     |
| Хаити                  | 27.750        | 10.646.714        | 292,7                         | Порт о Пренс  | Хаитски креолски, француски |
| Jamaica                | 10.991        | 2.990.561         | 248,6                         | Кингстон      | Енглески                    |
| Порторико (УС)         | 9.104         | 3.351.827         | 430,2                         | Сан Хуан      | Шпански, енглески           |
| Укупно                 | 207.411       | 38.929.197        | 169,05                        |               |                             |